# Saint-Eustache (Haute-Savoie)

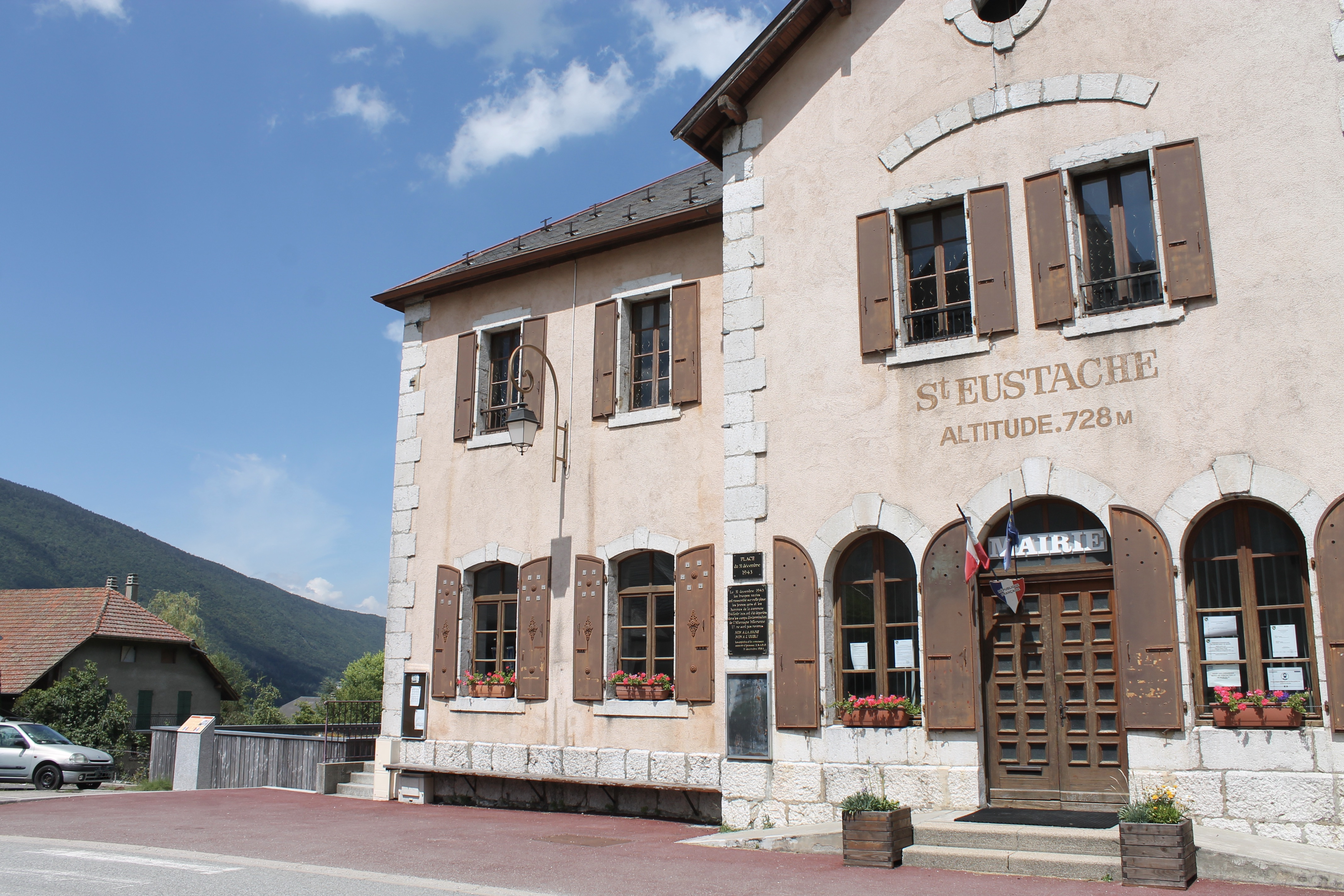
Die Mairie von Saint-Eustache

Saint-Eustache ist eine französische Gemeinde im Département Haute-Savoie in der Region Auvergne-Rhône-Alpes.

## Geographie
Saint-Eustache liegt auf 750 m, etwa zwölf Kilometer südlich der Stadt Annecy (Luftlinie). Das Bauerndorf erstreckt sich in einer Senke im nördlichen Teil des Massivs der Bauges, nahe dem Lac d’Annecy, auf einem Geländevorsprung zwischen dem Laudon und einem rechten Seitenbach. Die Gemeinde liegt innerhalb des Regionalen Naturparks Massif des Bauges.
Die Fläche des 10,54 km² großen Gemeindegebiets umfasst einen Abschnitt der Bauges. Das zentrale Gebiet wird von einer Senke eingenommen, die in Nord-Süd-Richtung orientiert ist. Diese Senke wird vom Laudon nach Norden zum Lac d’Annecy entwässert. Von den umliegenden Hängen erhält der Bach verschiedene kurze Zuflüsse. Nach Westen reicht das Gemeindeareal über einen dicht bewaldeten Hang auf die Antiklinale des Semnoz und bis auf dessen höchsten Gipfel, den Crêt de Châtillon (mit 1699 m die höchste Erhebung von Saint-Eustache). Östlich der Senke erhebt sich der schroffe Felsgrat des Roc des Bœufs (bis 1560 m).
Zu Saint-Eustache gehören neben dem eigentlichen Ortskern auch mehrere Weilersiedlungen und Gehöfte, darunter: 
- Patérier (760 m) auf einer Geländeterrasse oberhalb von Saint-Jorioz
- Puget (790 m) auf einer Geländeterrasse oberhalb von Saint-Jorioz
- La Magne (840 m) am Fuß des Roc des Bœufs
- Le Cruet (750 m) in einem Seitentälchen des Laudon am Westfuß des Roc des Bœufs
- La Pierre (900 m) am Westhang des Roc des Bœufs

Nachbargemeinden von Saint-Eustache sind Saint-Jorioz im Norden, Entrevernes im Osten, La Chapelle-Saint-Maurice und Leschaux im Süden sowie Viuz-la-Chiésaz im Westen.

## Geschichte
Saint-Eustache ist benannt nach dem Märtyrer Eustachius. Im Mittelalter gehörte der Ort zur Herrschaft Duingt. Gebietsveränderungen gab es im Jahre 1866, als der ehemalige Weiler La Chapelle-Blanche von Saint-Eustache abgetrennt und zur selbständigen Gemeinde La Chapelle-Saint-Maurice erhoben wurde. Im gleichen Jahr wurde La Magne von Saint-Jorioz abgespaltet und Saint-Eustache zugeteilt.

## Sehenswürdigkeiten
Die im neugotischen Stil erbaute Dorfkirche von Saint-Eustache wurde im Jahr 1866 eingeweiht. Erhalten sind die Ruinen der Tour du Châteauvieux, die zu einem im 12. Jahrhundert erbauten Schloss gehörte.

## Bevölkerung
| Jahr                       | 1962 | 1968 | 1975 | 1982 | 1990 | 1999 | 2005 |
| Einwohner                  | 234  | 209  | 239  | 297  | 335  | 392  | 462  |
| Quellen: Cassini und INSEE |      |      |      |      |      |      |      |

Mit 486 Einwohnern (Stand 1. Januar 2022) gehört Saint-Eustache zu den kleinen Gemeinden des Département Haute-Savoie. Im Verlauf des 19. und 20. Jahrhunderts nahm die Einwohnerzahl aufgrund starker Abwanderung kontinuierlich ab (1861 wurden in Saint-Eustache noch 525 Einwohner gezählt). Seit Beginn der 1970er Jahre wurde jedoch wieder eine deutliche Bevölkerungszunahme verzeichnet.

## Wirtschaft und Infrastruktur
Saint-Eustache war bis weit ins 20. Jahrhundert hinein ein vorwiegend durch die Landwirtschaft geprägtes Dorf. Heute gibt es einige Betriebe des lokalen Kleingewerbes. Mittlerweile ist Saint-Eustache eine Wohngemeinde. Viele Erwerbstätige sind Wegpendler, die in den größeren Ortschaften der Umgebung, insbesondere in Annecy ihrer Arbeit nachgehen.
Die Ortschaft liegt abseits der größeren Durchgangsstraßen an einer Verbindungsstraße, die von Saint-Jorioz nach La Chapelle-Saint-Maurice führt.